# Fila Brazillia
Fila Brazillia ist ein britisches Duo aus Kingston upon Hull, bestehend aus Steve Cobby und David McSherry, das sich weitestgehend dem Genre der elektronischen Musik zuordnen lässt. Häufig wird ihre Musik als Downtempo kategorisiert, jedoch vermischen Fila Brazillia als experimentelle Band verschiedene Stile wie Ambient, Funk, Trip-Hop, Dub oder Techno.
Cobby und McSherry begannen ab 1990, unter dem Namen Fila Brazillia Musik aufzunehmen. Zunächst lange Zeit bei Pork Recordings in ihrer Heimatstadt Hull unter Vertrag, gründeten Fila Brazillia 1999 schließlich ihr eigenes Label Twentythree Records.
Ihren Bandnamen, der häufiger für Verwirrung bezüglich ihres Stils sorgt, adaptierten sie nach eigenen Angaben von der Hunderasse Fila Brasileiro, deren Haltung in Großbritannien verboten wurde. Die Titel ihrer Veröffentlichungen kennzeichnen sich oftmals durch humoristische Wortspiele. Ihr Album Maim That Tune widmeten sie dem zuvor verstorbenen US-Komiker Bill Hicks. Des Weiteren produzierten Fila Brazillia diverse Remixe, unter anderem von Künstlern wie Radiohead oder Sven Väth.
Nach Veröffentlichung des Best-Of-Albums Retrospective im Jahr 2006 beschlossen beide offenbar, das langjährige Projekt Fila Brazillia zu beenden, wie auf ihrer MySpace-Seite zu lesen ist. Eine definitive bzw. offizielle Erklärung hierzu gab es allerdings nicht.
Sowohl Steve Cobby als auch David McSherry sind darüber hinaus jedoch auch als DJs und in verschiedenen Nebenprojekten (z. B. The Solid Doctor, Mandrillus Sphynx oder The Cutler) tätig.

## Diskografie

### Alben
- 1994: Old Codes New Chaos (Album)
- 1995: Maim That Tune (Album)
- 1996: Mess (Album)
- 1996: Black Market Gardening (Album)
- 1997: Luck Be a Weirdo Tonight (Album)
- 1998: Power Clown (Album)
- 1999: A Touch of Cloth (Album)
- 2002: Jump Leads (Album)
- 2004: The Life and Times of Phoebus Brumal (Album)
- 2004: Dicks (Album)

### Singles
- 1991: Mermaids
- 2007: Neanderthal (nur online zum Download veröffentlicht)

### EPs
- 1996: Sycot Motion
- 2002: Three White Roses & A Budd (zusammen mit Bill Nelson und Harold Budd)
- 2002: Saucy Joints
- 2002: We Build Arks
- 2007: One Track Mind

### Remixes
- 1999: Brazilification - remixes 95-99
- 2003: B2 - 21 Brazilliant Remixes

### DJ-Mixalben
- 2001: Another Late Night: Fila Brazillia
- 2004: Another Fine Mess: Fila Brazillia